# Hupa (taal)
Het Hupa is een bedreigde taal van de Athabaskische taalfamilie en de traditionele taal van de Hupa-indianen, de oorspronkelijke inwoners van de Hoopa Valley in Noordwest-Californië in de Verenigde Staten. Volgens de volkstelling van 2000 spraken 64 jonge Amerikanen Hupa, waarvan er vier uitsluitend Hupa spraken.
De Wailaki, Lassik, Nongatl en Sinkyone, indianenvolkeren uit de vallei van de Eel River, alsook de Mattole- en Bear River-indianen, spreken een verwante Athabaskische taal. Ook in Oregon zijn er stammen met een gerelateerde taal.